# Ferdinand Goglia von Zlota Lipa
Ferdinand Ritter Goglia von Zlota Lipa (ur. 13 września 1855 w Budapeszcie, zm. 17 września 1941 w Wiedniu) – generał artylerii (niem. Feldzeugmeister) cesarskiej i królewskiej Armii.

## Życiorys
Ferdinand Goglia urodził się w Budapeszcie jako syn wojskowego. Uczęszczał do szkoły kadetów w Marburgu i Eisenstadcie, a następnie ukończył techniczną akademię wojskową w Wiedniu; skończywszy edukację 1 września 1875 roku został mianowany podporucznikiem.
Brał udział w okupacji Bośni w 1878, jako członek kolumny amunicyjnej nr 3/XII. Na przełomie lat 1879-1881 dokształcał się jako oficer artyleryjski, kończąc kurs z wyróżnieniem. 1 maja 1881 został mianowany porucznikiem i otrzymał przeniesienie do 12 Pułku Artylerii Polowej w Lublanie, w którym po czterech latach uzyskał stopień kapitana. Od 1 stycznia 1894 roku służył w 13 Pułku Artylerii Dywizyjnej stacjonującym w słowackim mieście Šamorín. Dwa lata później doczekał się awansu na majora. W maju 1900, podczas pracy w szkole artylerii, został mianowany podpułkownikiem. 18 września 1900 roku został przeniesiony do 16 Pułku Artylerii Dywizyjnej w Koszycach (od 1905 w Łuczeńcu) na stanowisko komendanta pułku. 11 maja 1904 został mianowany na stopień pułkownika. W 1906 został przeniesiony do Wiednia na stanowisko komendanta 2 Pułku Artylerii Korpuśnej. W następnym roku został przydzielony do Sztabu Artylerii i wyznaczony na stanowisko komendanta Oddziału Szkolnego Strzelania Artylerii Polowej będącego częścią Szkoły Strzelania Artylerii w stolicy Monarchii Austro-Węgier. 15 kwietnia 1910 roku został komendantem Szkoły Strzelania Artylerii, w której odegrał przewodnią rolę w eksplorowaniu nowych możliwości użycia tejże. 11 maja tego roku został awansowany na stopień generała majora. W 1912 został wyznaczony na stanowisko prezydenta Wojskowego Komitetu Technicznego w Wiedniu. Na tym stanowisku 9 maja 1913 awansował na stopień generała porucznika.
Po wybuchu wojny Goglii przydzielone zostało dowództwo fortecy na tyłach frontu. W armii Austro-Węgier nie było przyjęte, aby starszy oficer artylerii dowodził oddziałami innych formacji. W sierpniu 1914 uzyskał komendę nad brygadą artylerii w 43 Dywizji Piechoty Obrony Krajowej generała majora Alberta Schmidta von Georgenegga (który był od niego niższy stopniem). Pod koniec sierpnia Goglia stoczył kilka potyczek granicznych w pobliżu Raranczy oraz dwie większe bitwy w pobliżu Lwowa. Kiedy 43 Dywizja została przeniesiona do Kongresówki, walczył w pobliżu Iwanogrodu oraz Kielc, gdzie przydzielone zostało mu dowództwo nad brygadą artylerii w 12 Dywizji Piechoty.
Doceniony za zdolności przywódcze, odznaczony został Orderem Żelaznej Korony 2. klasy oraz pruskim Krzyżem Żelaznym 2. klasy, zaś jego randze uczyniono zadość mianując komendantem 33 Dywizji Piechoty; został pierwszym artylerzystą, który dowodził żołnierzami innej formacji. Tę funkcję pełnił zaledwie pięć i pół miesiąca, kiedy dostąpił kolejnego „pierwszego razu” – przyznano mu dowództwo nad całym korpusem. Jako komendant dywizyjny zawiadywał udaną obroną Krakowa oraz akcją odwetową wokół Nidy. W styczniu wziął udział w efektywnym natarciu wzdłuż górnego Sanu, walcząc pod Ustrzykami, Smolnikiem oraz Wołosatym, co było wybitnie trudnym zadaniem, z racji trudnego terenu.
Brał udział w ofensywie pod Tarnowem i Gorlicami, jak również w natarciu wzdłuż Strwiąży. W maju 1915 roku zastąpił, z początku tymczasowo, gen. dyw. Paula Puhalla von Brloga na stanowisku głównodowodzącego 5 Korpusem. Potwierdzenie pełnego dowództwa przyszło w czerwcu, wraz z orderem Żelaznej Korony 1. klasy za „zwycięskie dowodzenie korpusem”. Pod Goglią 5 Korpus przekroczył Dniestr i Wereszycę, zajął Mikołajów, odpychając wroga za Złotą Lipę. Rosjanom udało się umocnić pozycje, jednakże ostrożnie zaplanowana akcja armii cesarskiej w ciągu trzech dni wyparła ich za Gołogóry, poza granicę rzeszy austriackiej. W dowód uznania zasług Goglia został podniesiony do stanu szlacheckiego i przyjął przydomek von Zlota Lipa. Tamże, między Podkamieniem, a Łopusznem korpus Goglii zredukowany liczebnie do poziomu dywizji, dawał odpór Rosjanom między wrześniem a październikiem 1915 roku.
Podczas ofensywy Brusiłowa w 1916 korpus Goglii utrzymywał swoją pozycję, jednakże ostatecznie został zmuszony do wycofania się, z powodu nadciągających z północy i południa wojsk nieprzyjaciela. Początkowo korpus wycofał się za rzekę Ikwę, ostatecznie trafiając na Grabarkę, gdzie front ustabilizował się, zaś wojska cesarskie ponownie odparły Rosjan. Za dowodzenie podczas tego epizodu Goglia nagrodzony został orderem Leopolda 1. klasy oraz Orderem Korony z gwiazdą oraz mianowany 14 listopada 1916 na stopień generała artylerii. Rok 1917 przyniósł wiele zwycięskich potyczek, które nie wpłynęły jednakże na zmianę sytuacji strategicznej. W grudniu tego roku Goglia został mianowany generalnym inspektorem ds. artylerii, jednak powrócił na front podczas nieudanej ofensywy pod Piawą w lipcu 1918, gdzie dowodził XXIV korpusem w rejonie Montello. We wrześniu Goglia został mianowany głównodowodzącym grupy armii Belluno, znajdującej się w ogniskowym punkcie natarcia wojsk włoskich. Dowodził łącznie 9 dywizjami, aż do porażki pod Vittorio Veneto.
Jego bezwzględna postawa w czasie ofensywy przeciwko wojskom carskim w Małopolsce Wschodniej (terror wobec mieszkańców wsi położonych przy linii frontu) była powodem konfliktu z gen. Tadeuszem Rozwadowskim, który został odwołany z tego powodu do Wiednia. Rozwadowski wstawiał się za prześladowanymi włościanami do wyższych władz wojskowych, jednak pozostawało to bez efektu.
31 grudnia 1918 roku, po upadku Austro-Węgier przeszedł na emeryturę. Zmarł 17 września 1941 roku w Wiedniu.

## Ordery i odznaczenia
- Krzyż Wielki Orderu Leopolda z dekoracją wojenną i mieczami
- Order Korony Żelaznej 1. klasy z dekoracją wojenną i mieczami
- Krzyż Zasługi Wojskowej 2 klasy z dekoracją wojenną i mieczami
- Order Korony Żelaznej 2. klasy z dekoracją wojenną i mieczami
- Krzyż Rycerski Orderu Leopolda – 1912
- Order Żelaznej Korony 3. klasy
- Krzyż Zasługi Wojskowej – 1900
- Medal Wojenny
- Krzyż za 25-letnią służbę wojskową dla oficerów
- Brązowy Medal Jubileuszowy Pamiątkowy dla Sił Zbrojnych i Żandarmerii
- Krzyż Jubileuszowy Wojskowy
- Order Królewski Korony 2. klasy